# Jotham Napat
Jotham Napat (Tana, 7 de agosto de 1972) é um político vanuatense e membro do Parlamento de Vanuatu pela circunscrição de Tanna como membro do Partido dos Líderes de Vanuatu. Em fevereiro de 2025, foi eleito Primeiro-ministro de Vanuatu após as eleições gerais de 2025.
Napat trabalhou anteriormente como meteorologista e atuou como presidente do Comitê Nacional de Desastres após o Ciclone Pam em 2015. Ele é membro do Parlamento de Vanuatu desde 2016.